# فريدريك ولز (لاعب كريكت)
فريدريك ولز (بالإنجليزية: Frederick Wells)‏ (1 يونيو 1867 في المملكة المتحدة - 3 مارس 1926 في المملكة المتحدة) هو لاعب كريكت بريطاني (وحمل سابقاً جنسية المملكة المتحدة لبريطانيا العظمى وأيرلندا). لعب مع Hertfordshire County Cricket Club ‏ ونادي مقاطعة ساسكس للكركيت ‏.

## وصلات خارجية
- فريدريك ولز (لاعب كريكت) على موقع إي آس بي آن كريك إنفو (الإنجليزية)